# Корикова, Елена Юрьевна
Еле́на Ю́рьевна Ко́рикова (род. 12 апреля 1972 года, Тобольск, Тюменская область, СССР) — советская и российская актриса театра, кино и телевидения, телеведущая.

## Биография
Родилась 12 апреля 1972 года в Тобольске Тюменской области в семье Юрия Алексеевича Корикова и балерины Татьяны Кориковой, родители вскоре развелись. До второго класса жила в деревне Карачино под Тобольском, у бабушки с дедушкой, родителей матери. Потом они с матерью переехали в Ростов-на-Дону
Школьницей посещала занятия Исторического театра-студии «Эпос» в Ростове-на-Дону, созданного режиссёром Михаилом Викторовичем Изюмским и Еленой Прозоровской (Изюмской). Мать сама шила ей платья. После школы она отправилась поступать в Москву, удачно сдала экзамены и была принята во ВГИК, в мастерскую Сергея Соловьёва.
С первого курса начала сниматься в кино. Её первой ролью стала юная Маша в сказке Анатолия Матешко «Ха-би-ассы» (1990). В мелодраме Валерия Ахадова «Я обещала, я уйду…» (1992) Елена Корикова сыграла молодую провинциалку Ирину, а в драме Дмитрия Долинина «Колечко золотое, букет из алых роз» (1994) по мотивам повести А. П. Чехова «В овраге» — тихую, испуганную Липу. Кроме того, Корикова снялась в историко-романтической мелодраме Виктора Титова «Проклятие Дюран» (1994) и в драме Сергея Соловьёва «Три сестры» (1994).
За роль Лизы в картине Алексея Сахарова «Барышня-крестьянка» (1995), снятой по повести А. С. Пушкина, Корикова получила приз за лучшую женскую роль на фестивале «Киношок» и номинацию на премию «Ника».
В 1995 году окончила ВГИК.
Снималась в видеоклипах Аллы Пугачёвой, Филиппа Киркорова, Валерия Леонтьева, Дмитрия Маликова, Леонида Агутина и Игоря Крутого. В 1996 году приняла участие в записи альбома Сергея Курёхина «Детский альбом».
Летом 1998 года переехала с семьёй в Нью-Йорк, где пробовала свои силы в качестве модели и актрисы.
Вернувшись в Россию, получила предложение от Галины Волчек вступить в труппу театра «Современник» и с января 2001 года по декабрь 2004 года работала в «Современнике». В репертуаре актрисы — роли Пат в «Трёх товарищах» Э. М. Ремарка, Ирины в «Трёх сёстрах» А. П. Чехова, Ниночки в «Анфисе» Леонида Андреева и Даши Шатовой в «Бесах» Ф. М. Достоевского.
Популярность пришла после выхода на экраны телесериала «Бедная Настя». С тех пор об актрисе часто, в течение ряда лет писали глянцевые журналы. Так, в 2005 году заняла второе место в списке самых сексуальных женщин мира по версии журнала FHM в российской редакции.
Участвовала во множестве телевизионных проектов, например, в шоу «Две звезды» и «Цирк со звёздами» на «Первом канале», в шоу «Танцы со звёздами» на украинском канале СТБ. Была ведущей телепрограммы «Форт Боярд» (канал «Россия») в 2006 году вместе с Екатериной Коноваловой и Леонидом Ярмольником.

## Личная жизнь
20 июля 1993 года родился сын Арсений, который в 2006 году вместе со своей матерью снялся в фильме «Капитанские дети». Его отец — Дмитрий Рощин, сын актрисы Екатерины Васильевой и драматурга Михаила Рощина. Узнав о беременности Елены, Дмитрий Рощин сделал ей предложение, однако в ситуацию вмешалась Васильева, и свадьба не состоялась. Впоследствии Дмитрий Рощин стал священником и отцом восьмерых детей, которых родила ему жена Любовь. Со своим сыном от Елены Кориковой Арсением Рощин не общается.
Первым официальным мужем был писатель Дмитрий Липскеров. В браке с ним артистка прожила два года.
Отца Арсению заменил теперь уже бывший муж Максим Осадчий, оператор и режиссёр видеоклипов.

## Театральная деятельность

### «Современник»
- «Три товарища», по роману Э. М. Ремарка — Пат
- «Три сестры», по пьесе А. П. Чехова — Ирина
- «Анфиса», по пьесе Леонида Андреева — Ниночка
- «Бесы», по роману Ф. М. Достоевского — Даша Шатова

### Театр киноактёра
- «Сказки Старого Арбата», по пьесе Алексея Арбузова — Виктоша
- «Не будите спящую собаку», по пьесе Д. Б. Пристли — Фреда

### «Содружество актёров Таганки»
- «Чайка», по пьесе А. П. Чехова (реж. Сергей Соловьёв) — Нина Заречная.
- «Очаровательные рогоносцы»

### «Театр «Миллениум»»
- «Криминальный дуэт», по пьесе Виктора Мережко «Двое с большой дороги» (реж. Ольга Шведова)

### Московский независимый театр
- «Когда мужа нет дома» (реж. А. Любченко)
- «Женщины в поисках любви!»

## Фильмография
| Год       |     | Название                                          | Роль                                   |
| --------- | --- | ------------------------------------------------- | -------------------------------------- |
| 1990      | ф   | Ха-би-ассы                                        | Маша                                   |
| 1992      | ф   | Я обещала, я уйду…                                | Ирина                                  |
| 1993      | ф   | Проклятие Дюран                                   | Женевьева                              |
| 1994      | ф   | Колечко золотое, букет из алых роз                | Липа                                   |
| 1994      | ф   | Три сестры                                        | Ирина                                  |
| 1995      | ф   | Барышня-крестьянка                                | Елизавета Григорьевна (Лиза) Муромская |
| 1997      | ф   | Приятель покойника                                | Марина                                 |
| 1998      | ф   | Му-му                                             | Татьяна                                |
| 2000      | с   | Чёрная комната                                    | Таня                                   |
| 2001      | кор | Гипноз                                            | Имя персонажа не указано               |
| 2001      | ф   | Старые песни о главном. Постскриптум              | горничная                              |
| 2003—2004 | с   | Бедная Настя                                      | Анна Платонова                         |
| 2004—2006 | с   | Шпионские игры                                    | Екатерина Матвеева                     |
| 2005      | ф   | Влюблённый агент. Не оставляйте надежду, маэстро! | Лера                                   |
| 2005      | с   | Право на любовь                                   | Татьяна Бондарева                      |
| 2006      | с   | Капитанские дети                                  | Женя Стивенс                           |
| 2008      | с   | Чемпион                                           | Кристина Ломова                        |
| 2010      | с   | Раскрутка                                         | Валентина Дунаева                      |
| 2011      | ф   | Комплекс полноценности                            | Жанна                                  |
| 2011      | с   | Поцелуй Сократа                                   | Лика Вронская                          |
| 2012      | ф   | Мамы                                              | Оксана                                 |
| 2013      | с   | Женщины на грани                                  | Маргарита Петровна Шнырёва             |
| 2013      | ф   | Синдром недосказанности                           | Ольга Юрьевна Макарова, жена Владимира |
| 2014      | с   | Год в Тоскане                                     | Яна                                    |
| 2014      | с   | Неформат                                          | Екатерина                              |
| 2014      | ф   | Нити любви                                        | Варвара Хадомская                      |
| 2014      | ф   | Моя мама против                                   | Валентина Владимировна Гордеева        |
| 2016      | с   | Шелест                                            | Алина Игоревна Большова                |
| 2017      | с   | Круговорот                                        | Лидия Петровна Гатич                   |
| 2018      | с   | Шелест. Большой передел                           | Алина Игоревна Большова                |

## Клипы

### Как певица
- Совместно с группой «Винтаж»: «Плохая девочка»

### Как актриса
- Маша Фёдорова — «Мама»
- Алина Гросу — «Лодочка»
- Валерий Леонтьев — «Вечная любовь»
- Дмитрий Маликов — «Золотой рассвет»
- группа «Премьер-Министр» — «Восточная песня»
- Алла Пугачёва — «Позови меня с собой»
- Леонид Агутин — «Не унывай»
- Леонид Агутин — «Летний дождь»
- Антон Макарский, Сергей Ли и Арина Ли — «Мне не жаль» (OST «Бедная Настя»)
- Леонсия Эрденко — «Солнышко»
- Игорь Крутой — «Ты в моём сентябре»
- Павел Зибров — «Александра», «Единственная»
- Андрей Ковалёв — «Моя женщина»

## Награды
- 1995 — приз за лучшую женскую роль на фестивале «Киношок» (за фильм «Барышня-крестьянка»).
- 1995 — приз Санкт-Петербургского фестиваля российских молодёжных фильмов (за роль в фильме «Колечко золотое, букет из алых роз»).
- 1996 — номинация на премию «Ника» (за фильм «Барышня-крестьянка»).
- 1999 — приз фестиваля «Золотой Витязь» (за фильм «Му-му»).
- 2003 — приз симпатий газеты «Комсомольская правда» «Премьера-2003» за роль в спектакле «Анфиса».
- 2004 — победительница первого конкурса «Telenovelas Throphies» (Будапешт).
- 2005 — премия «Лучшая актриса» за роль Анны Платоновой («Бедная Настя»).